# 石伟 (手球运动员)
石伟（1970年2月3日—），中国女子手球运动员，曾代表中国参加1988年夏季奥运会女子手球比赛，获得第六名。她也参加了1996年夏季奥运会女子手球比赛，获得第五名。